# Marie de Saint-François
Mary Jane Wilson, en religion Marie de Saint-François (Maria of Saint Francis), née le 3 octobre 1840 à Harihar en Inde, morte le 18 octobre 1916 à Câmara de Lobos sur l'île de Madère, est une religieuse anglaise, fondatrice des franciscaines de Notre-Dame des Victoires et créatrice de dispensaires, d'écoles et d'œuvres caritatives à Madère.
Réputée pour sa sainteté, elle est reconnue vénérable par le pape le 11 octobre 2013.

## Biographie
Mary Jane Wilson naît en 1840 en Inde, dans une famille britannique de confession anglicane. Elle est âgée de huit mois lorsque sa mère meurt. Elle est envoyée à deux ans avec son frère en Angleterre où ils sont élevés par leur tante. Elle a huit ans lorsque son père meurt à son tour.
À l'adolescence, elle est prise de doutes sur sa foi anglicane. Elle tente alors de se rapprocher du catholicisme mais bute sur plusieurs points, notamment sur la foi en la présence réelle dans l'eucharistie. En prière devant Notre-Dame des Victoires le 30 avril 1873, elle se trouve rassurée sur ces points et se sent fortifiée dans sa décision de conversion.
Reçue dans l'Église catholique, elle lit des ouvrages de spiritualité, effectue des pèlerinages, s'engage dans des missions caritatives, et intègre en 1875 le Tiers-Ordre franciscain. Elle retourne en Angleterre, où elle devient infirmière à l'hôpital de Londres.
Elle part ensuite à Madère comme infirmière. Frappée par la misère morale et physique des habitants, elle y donne des cours d'instruction religieuse, visite les malades. Elle crée des centres de développement, un dispensaire, une pharmacie pour les démunis, un orphelinat, une école.
Dans la foulée, assistée par d'autres femmes, elle fonde avec Amelia Amaro de Sa une nouvelle congrégation religieuse, les Franciscaines de Notre-Dame des Victoires, le 15 janvier 1884. Elle prend alors le nom de Sœur Marie de Saint-François.
Sa nouvelle congrégation défie les règles existantes et tarde à être reconnue. Mais elle se répand, crée d'autres écoles à travers l'île de Madère, et poursuit sa mission au service des pauvres et des malades.
La révolution de 1910 au Portugal, dont dépend l'île de Madère, entraîne la dissolution de la communauté et la dispersion forcée des religieuses. Marie de Saint-François est renvoyée temporairement en Angleterre. L'année suivante, elle regroupe ses religieuses, qui renouvellent leurs vœux religieux. L'évêque local les reconnaît.
Elle meurt le 18 octobre 1916 à Câmara de Lobos sur l'île de Madère.

## Procédure en béatification
La procédure pour l'éventuelle béatification de Marie de Saint-François est étudiée au niveau diocésain, puis le dossier et les actes sont transmis à Rome auprès de la Congrégation pour les causes des saints. Elle est déclarée « servante de Dieu ».
Après l'examen de la Positio par la Congrégation pour les causes des saints, le pape François autorise le 9 octobre 2013 la publication du décret sur l'héroïcité de ses vertus, qui est publié le surlendemain 11 octobre, elle est ainsi reconnue vénérable,.

## Hommages
Un groupe sculpté la représente entourée d'enfants dont elle s'occupe, œuvre du sculpteur Luís Paixão. Cette œuvre est située dans le jardin municipal de Santa Cruz, à Madère.